# 吕彩霞
吕彩霞（1957年6月—），女，山东青岛人，汉族，中华人民共和国政治人物、第十二届全国人民代表大会浙江地区代表。

## 生平
毕业于中国海洋大学环境科学专业，加入中国致公党，曾任国家海洋局总工程师。2013年，被选为全国人大代表。2018年2月24日，当选为第十三届全国人大代表。